# Фламерсфелд
Фламерсфелд (њем. Flammersfeld) општина је у њемачкој савезној држави Рајна-Палатинат. Једно је од 119 општинских средишта округа Алтенкирхен (Вестервалд). Према процјени из 2010. у општини је живјело 1.126 становника. Посједује регионалну шифру (AGS) 7132032.

## Географски и демографски подаци
Фламерсфелд се налази у савезној држави Рајна-Палатинат у округу Алтенкирхен (Вестервалд). Општина се налази на надморској висини од 270 метара. Површина општине износи 4,1 km². У самом мјесту је, према процјени из 2010. године, живјело 1.126 становника. Просјечна густина становништва износи 277 становника/km².